# قصر المدى
قصر المدى هو الاهتمام بالمشاريع قصيرة المدى من أجل تحقيق ربح سريع من وراءها عوض حصد ثمارها في المستقبل.  يولي أصحاب المشاريع قصيرة 
المدى اهتمامهم للمتطلبات العاجلة أكثر من الأمور المهمة ذات المدى الطويل.